# Antonio Agliardi
Antonio Agliardi (Cologno al Serio, 4 settembre 1832 – Roma, 19 marzo 1915) è stato un cardinale e arcivescovo cattolico italiano.

## Biografia
Discendente della famiglia Agliardi, era figlio del Conte Domenico Agliardi e di Lidia Vimercati, discendente da un'antica famiglia di origini ungheresi presente nel Veneto fin dal XIV secolo. 
Nel 1884 papa Leone XIII lo nominò arcivescovo titolare di Cesarea di Palestina, e lo inviò in India in qualità di delegato apostolico. Nel 1889 fu nominato nunzio a Monaco di Baviera, e nel 1892 a Vienna. Lo stesso Leone XIII lo elevò al rango di cardinale nel concistoro del 22 giugno 1896. Nel 1903 fu nominato vescovo di Albano, e il 31 luglio prese parte al Conclave che avrebbe eletto il Cardinal Giuseppe Sarto.
Fu prelato di forti sentimenti patriottici, e appartenne alla corrente cattolica liberale.
Avverso agli eccessi persecutòri contro presunti modernisti, attestò stima e simpatia ad Antonio Fogazzaro dopo la messa all'Indice (1906) del suo romanzo Il santo.

## Genealogia episcopale e successione apostolica
La genealogia episcopale è:
- Cardinale Scipione Rebiba
- Cardinale Giulio Antonio Santori
- Cardinale Girolamo Bernerio, O.P.
- Arcivescovo Galeazzo Sanvitale
- Cardinale Ludovico Ludovisi
- Cardinale Luigi Caetani
- Cardinale Ulderico Carpegna
- Cardinale Paluzzo Paluzzi Altieri degli Albertoni
- Papa Benedetto XIII
- Papa Benedetto XIV
- Cardinale Enrico Enriquez
- Arcivescovo Manuel Quintano Bonifaz
- Cardinale Buenaventura Córdoba Espinosa de la Cerda
- Cardinale Giuseppe Maria Doria Pamphilj
- Papa Pio VIII
- Papa Pio IX
- Cardinale Alessandro Franchi
- Cardinale Giovanni Simeoni
- Cardinale Antonio Agliardi

La successione apostolica è:
- Vescovo Nicola Maria Pagani, S.I. (1885)
- Vescovo Francesco Pozzi, P.I.M.E. (1887)
- Arcivescovo George Porter, S.I. (1887)
- Vescovo Bernhard Beiderlinden, S.I. (1887)
- Vescovo Giacinto Arcangeli (1898)
- Vescovo Pietro Berruti (1898)
- Vescovo Paolo Marco Tei, O.F.M.Cap. (1904)
- Vescovo Achille Quadrozzi (1904)
- Arcivescovo Bernhard Eduard Christen, O.F.M.Cap. (1908)
- Arcivescovo Luigi Fantozzi, C.PP.S. (1909)
- Arcivescovo Pedro Armengol Valenzuela Poblete, O. de M. (1910)
- Vescovo Paolino Giovanni Tribbioli, O.F.M.Cap. (1913)
- Cardinale Basilio Pompilj (1913)
- Arcivescovo Francesco d'Errico (1914)